# Mahenge-offensief

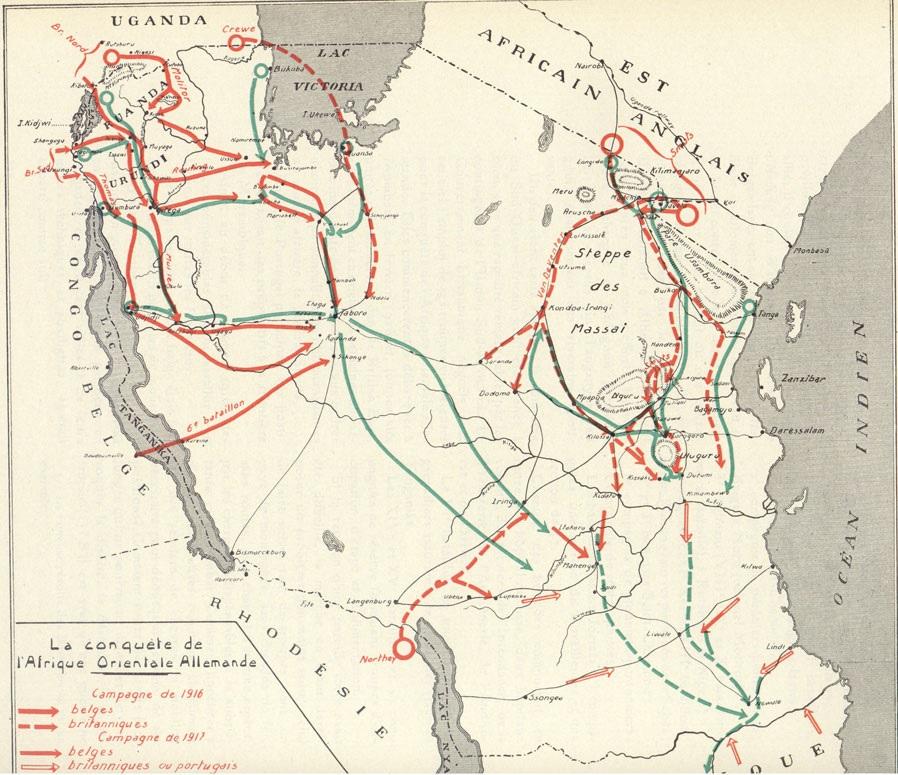
Kaart van de Oost-Afrikaanse Veldtocht, 1916-1917.

Het Mahenge-offensief (Frans: Offensive sur Mahenge) was een militaire operatie die plaatsvond in de regio Morogoro, in het oosten van Duits-Oost-Afrika (het huidige Tanzania), tijdens de Eerste Wereldoorlog. Deze actie maakte deel uit van de Oost-Afrikaanse Veldtocht en eindigde op 9 oktober 1917 met de inname van Mahenge door Congolese troepen.

## Prelude
Binnen het kader van de neutrale status van Belgisch-Congo kon de Force Publique aanvankelijk enkel een defensieve houding aannemen. Dit veranderde op 15 augustus 1914, toen Duitse schepen op het Tanganyikameer het havenstadje Mokolobu en een week later de post van Lukuga bombardeerden.
Na de bezetting van Ruanda in mei 1916 en Urundi in juni 1916 rukte het Congolese leger zuidwaarts op vanuit Kitega, langs de oostelijke oever van het Tanganyikameer. Op 28 juli veroverde de Force Publique de haven van Kigoma, het eindpunt van de strategische spoorlijn die vanuit Dar es Salaam via Tabora naar Kigoma loopt. Op 19 september 1916 kwam ook de stad Tabora in Belgische handen.

### Belgische retraite
Na de Slag bij Tabora kwamen de Britse en Belgische regeringen overeen dat België het grootste deel van zijn troepen zou terugtrekken naar Rwanda en Urundi, en haar militaire veldtocht in Duits-Oost-Afrika zou beëindigen. Deze beslissing werd ingegeven door Britse bezorgdheid dat België aanspraak zou maken op de veroverde gebieden.

## Mahenge-offensief
Door de aanhoudende Duitse weerstand en hun toenemende ervaring met guerrillatactieken, werden de troepen van de Force Publique in juli 1917, op verzoek van de Britse regering, verplaatst naar de regio Dodoma-Kilosa. Ter voorbereiding van het offensief werden 20.000 mannen uit Ruanda-Urundi opgevorderd door de Belgische strijdkrachten om als dragers te dienen.
In die periode werd het gebied rond Mahenge verdedigd door twaalf Duitse compagnieën onder leiding van Hauptmann Theodor Tafel. In september 1917 rukte Congolese eenheden op naar het Mahenge-plateau, en op 9 oktober 1917 viel Mahenge in Belgische handen. Kapitein Tafel trok zich terug naar het zuidoosten.
Door logistieke moeilijkheden, onder meer omdat de regenperiode de weg van Kilosa naar Mahenge onbruikbaar maakte, konden slechts twee Congolese bataljons in Mahenge gestationeerd blijven. De overige troepen werden teruggestuurd naar de centrale spoorlijn om vervolgens te worden heringezet in Kilwa en Lindi.

## Nasleep
Na het Mahenge-offensief en de inname van Mahenge in 1917 controleerde de Force Publique ongeveer een derde van Duits-Oost-Afrika. Van de 20.000 dragers uit Ruanda-Urundi die tijdens de veldtocht werden ingezet, keerde twee derde nooit terug naar huis.
Na de oorlog moest Duitsland, zoals vastgelegd in het Verdrag van Versailles, de "controle" over Duits-Oost-Afrika afstaan aan de geallieerden.

## Geciteerde werken
- (fr) Chrétien, Jean-Pierre (2016). La guerre de 1914-1918 au Burundi. Le vécu local d'un conflit mondial. Outre-Mers 1 (390–391): 127–151. DOI: 10.3917/om.161.0127.

- (fr)  Daye, Pierre (1918). Avec les vainqueurs de Tabora: notes d'un colonial belge en Afrique Orientale Allemande. Perrin, Parijs.
- (fr) Delpierre, Georges (2002). Tabora 1916: de la symbolique d'une victoire. Belgisch Tijdschrift voor Nieuwste Geschiedenis 3-4: 351–81.
- (fr) Various (1929). Les campagnes coloniales belges, 1914-1918. II: La campagne de Tabora. Service historique de l'Armée, Brussels.
- (en) World War I: The Definitive Encyclopedia and Document Collection, 2nd. ABC-CLIO, Santa Barbara, CA (2014). ISBN 978-1-85109-964-1.

Veldtocht in Kameroen ·
Oost-Afrikaanse Veldtocht ·
Strijd om het Tanganyikameer ·
Tabora-offensief ·
Verovering van Kigoma ·
Slag bij Tabora ·
Mahenge-offensief · 
Ruanda-Urundi